# Przerośliny
Przerośliny – niestandaryzowana część osady Bolesławice w Polsce położona w województwie zachodniopomorskim, w powiecie goleniowskim, w gminie Goleniów.
Obecnie miejscowość stanowi wschodnią część Bolesławic.